# رایهرادیتسه
رایهرادیتسه (به لاتین: Rajhradice) یک منطقهٔ مسکونی در جمهوری چک است که در ناحیه برنو-تسوونتری واقع شده‌است. رایهرادیتسه ۵٫۴۳ کیلومتر مربع مساحت و ۱٬۲۹۰ نفر جمعیت دارد و ۱۸۶ متر بالاتر از سطح دریا واقع شده‌است.